# 1956年法國立法選舉
1956年法國立法選舉在1956年1月2日舉行，選舉法蘭西第四共和國的第三屆國民議會成員。法國共產黨在這次選舉獲得150個議席，重新成為國會最大政黨，但並未加入政府。這次選舉也是法國共產黨最後一次成為法國國會最大政黨。